# Kolumbie na Letních olympijských hrách 2012

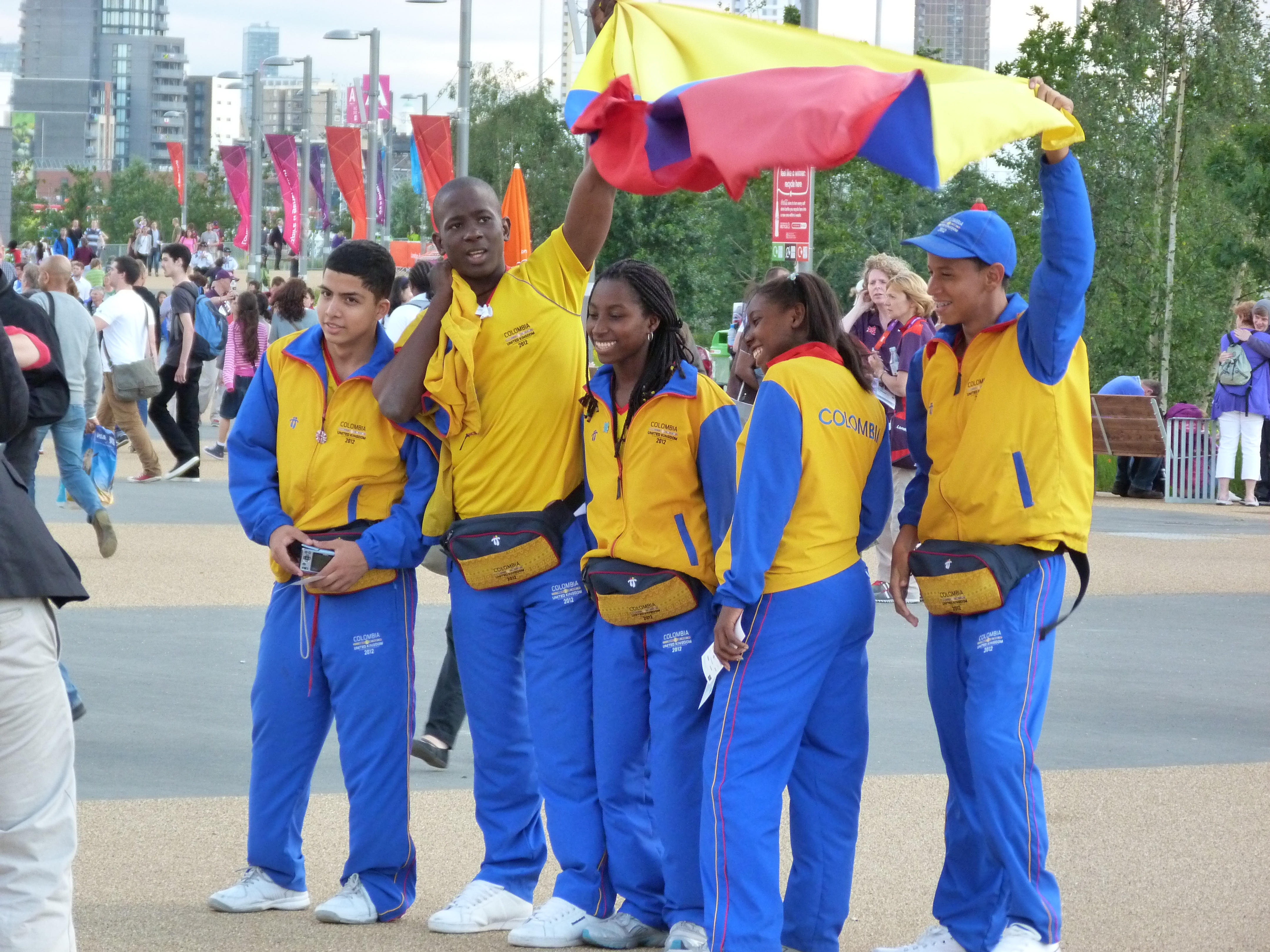

Kolumbie se účastnila Letní olympiády 2012. Zastupovalo ji 104 sportovců (48 mužů a 56 žen) v 18 sportech.

## Medailisté
| Medaile | Jméno                | Sport      | Soutěž                          |
| ------- | -------------------- | ---------- | ------------------------------- |
| Zlato   | Mariana Pajónová     | Cyklistika | ženy BMX                        |
| Stříbro | Rigoberto Urán       | Cyklistika | muži silniční závod jednotlivců |
| Stříbro | Óscar Figueroa       | Vzpírání   | muži 62 kg                      |
| Stříbro | Caterine Ibargüenová | Atletika   | Ženy trojskok                   |
| Bronz   | Yuri Alvearová       | Judo       | ženy 70 kg                      |
| Bronz   | Óscar Muñoz Oviedo   | Taekwondo  | muži 58 kg                      |
| Bronz   | Jackeline Rentería   | Zápas      | Ženy volný styl do 55 kg        |
| Bronz   | Carlos Oquendo       | Cyklistika | muži BMX                        |